# Alois Stanislas Lion
Pour les articles homonymes, voir Lion (homonymie).
Alois Stanislas Lion, né le 22 août 1834 à Anvers, où il est mort le 12 décembre 1857, est un peintre belge, connu pour ses scènes de genre.
Durant sa brève carrière, il expose à trois salons triennaux belges des scènes de genre marquées par la richesse de sa lumière chaude et vibrante.

## Biographie

### Famille
Alois Stanislas (Aloysius Stanislaus Franciscus) Lion, né à Anvers, section 1, no 688, le 22 août 1834, est le fils de Joachim Louis Lion (1784), employé aux droits intérieurs et accises (1823), puis commerçant (1833), natif d'Arendonk, et d'Anne Catherine Van Vaerenbergh (1802-1883), native d'Anvers, où ils se sont mariés le 22 mai 1822. Son frère Alexandre Louis (1823-1852) est également artiste peintre.

### Carrière
Durant sa courte carrière, il participe à trois salons triennaux belges de 1854 à 1858 (ce dernier à titre posthume). Son premier envoi est une scène de genre intitulée La Lecture au Salon de Bruxelles de 1854. En 1848, il quitte Anvers avec sa famille et son frère afin de s'installer à Bruxelles rue de Malines, no 11. En 1855, il retourne avec ses parents à Anvers, rue Happaert no 610.
Alois Stanislas Lion meurt, célibataire, à l'âge de 23 ans, à Anvers, le 12 décembre 1857.

## Œuvre

### Réception critique
Selon Max Rooses, en 1893, sa famille conserve son portrait exécuté par André Plumot, de même que plusieurs esquisses de ses tableaux, où se révèlent les qualités qui distinguent son frère Alexandre, avec un goût plus prononcé pour une lumière chaude et vibrante.

### Expositions
- Salon de Bruxelles de 1854 : La Lecture[3].
- Salon d'Anvers de 1855 : Le Dérangement[4].
- Salon d'Anvers de 1858 (posthume) : Une jeune dame travaillant la dentelle[5].

### Catalogue d'œuvres en 1896
Lors de la vente publique organisée par la galerie Saint-Luc à Bruxelles du 25 au 28 mars 1896, les quatre œuvres suivantes d'Alois Stanislas Lion figurent dans le catalogue :
- Un seigneur revenant de voyage surprend sa jeune femme donnant des soins à leur enfant, format 36 × 45 cm.
- Explication entre époux dans le salon d'un château, format 40 × 44 cm.
- Jeune femme debout lisant dans un livre, format 16 × 14 cm.
- Le Retour du mari, format 29 × 40 cm.

### Biographie
- Max Rooses, « Alois Stanislas Lion », Biographie nationale,‎ 1893, p. 232-233 (lire en ligne, consulté le 20 novembre 2024).